# 1961-es Eurovíziós Dalfesztivál
Az 1961-es Eurovíziós Dalfesztivál volt a hatodik Eurovíziós Dalfesztivál, melynek a franciaországi Cannes adott otthont. A helyszín a cannes-i Fesztivál- és Kongresszusi Palota volt.
Első alkalommal rendezte olyan város (és intézmény) a versenyt, ami már korábban is otthont adott a dalfesztiválnak, hiszen az 1959-es verseny is ugyanezen a helyszínen zajlott.

## A résztvevők
1961-ben három ország is debütált: Finnország, Jugoszlávia és Spanyolország is először vett részt a versenyen. Így összesen tizenhatra emelkedett a résztvevők száma.
Az addigi dalfesztiválok vitathatatlanul leghíresebb énekese vett részt ebben az évben a német Lale Andersen személyében, aki a Lili Marleen című dallal világszerte ismertté vált a második világháború idején. Azonban az ismertség nem jelentkezett pontokban, és mindössze három ponttal a tizenharmadik helyen zárta a versenyt.

## A verseny
Ez volt az első alkalom, hogy szombaton tartották a versenyt, később ez vált jellemzővé. A verseny házigazdája ugyanaz a Jacqueline Joubert volt, aki az 1959-es versenyen is műsorvezető volt.
A virágokkal gazdagon díszített színpad lényegesen nagyobb volt, mint a korábbi években.

## A szavazás
A szavazás ugyanúgy zajlott, mint a korábbi években. Mindegyik országnak tíz zsűritagja volt, akik 1-1 pontot adtak az általuk legjobbnak ítélt dalnak. A szavazás a fellépéssel ellentétes sorrendben történt: Olaszország volt az első szavazó, és Spanyolország az utolsó. A szavazás során összesen négy dal váltotta egymást az élen: az elsőként szavazó olasz zsűri Luxemburgot helyezte az élre, majd a brit pontok után Svájc és Finnország rövid ideig vezetett holtversenyben. Azonban a következő, luxemburgi zsűri nyolc pontot adott a brit dalnak, ezzel fölényes vezetést biztosítva számukra. A meggyőzőnek tűnő brit előny fokozatosan elolvadt: egymás után négy zsűritől is nulla pontot kaptak, és a finn pontok kihirdetése után már beérte őket Luxemburg, mely aztán át is vette a vezetést és végül az élen zárt. A győztes dal a brit, a norvég és a belga zsűri kivételével mindegyik szavazó országtól kapott legalább egy pontot.
Luxemburg először győzött, azután, hogy a korábbi két alkalommal az utolsó helyen végzett. A tíz luxemburgi zsűriből nyolc az Egyesült Királyságra szavazott, mellyel majdnem saját magukat fosztották meg a győzelemtől, ám végül Luxemburg győzni tudott és az Egyesült Királyság lett a második, sorozatban már harmadszor. (A verseny történetében összesen tizenötször végeztek a második helyen, ami abszolút rekord.)

## Eredmények
| #  | Ország             | Nyelv          | Előadó             | Dal                          | Magyar fordítás            | Helyezés | Pontszám |
| -- | ------------------ | -------------- | ------------------ | ---------------------------- | -------------------------- | -------- | -------- |
| 01 | Spanyolország      | spanyol        | Conchita Bautista  | Estando contigo              | Amikor veled vagyok        | 9.       | 8        |
| 02 | Monaco             | francia        | Colette Deréal     | Allons, allons les enfants   | Gyerünk, gyerünk, gyerekek | 10.      | 6        |
| 03 | Ausztria           | német          | Jimmy Makulis      | Sehnsucht                    | Vágyódás                   | 15.      | 1        |
| 04 | Finnország         | finn           | Laila Kinnunen     | Valoa ikkunassa              | Fény az ablakban           | 10.      | 6        |
| 05 | Jugoszlávia        | szerbhorvát    | Ljiljana Petrović  | Neke davne zvezde            | Néhány távoli csillag      | 8.       | 9        |
| 06 | Hollandia          | holland        | Greetje Kauffeld   | Wat een dag                  | Micsoda nap                | 10.      | 6        |
| 07 | Svédország         | svéd           | Lill-Babs          | April, April                 | Április, április           | 14.      | 2        |
| 08 | Németország        | német, francia | Lale Andersen      | Einmal sehen wir uns wieder  | Újra találkozni fogunk     | 13.      | 3        |
| 09 | Franciaország      | francia        | Jean-Paul Mauric   | Printemps (Avril carillonne) | Tavasz, április csenget    | 4.       | 13       |
| 10 | Svájc              | francia        | Franca di Rienzo   | Nous aurons demain           | Holnap a miénk lesz        | 3.       | 16       |
| 11 | Belgium            | holland        | Bob Benny          | September, gouden roos       | Szeptember, aranyrózsa     | 15.      | 1        |
| 12 | Norvégia           | norvég[a]      | Nora Brockstedt    | Sommer i Palma               | Palmai nyár                | 7.       | 10       |
| 13 | Dánia              | dán            | Dario Campeotto    | Angelique                    | Angelika                   | 5.       | 12       |
| 14 | Luxemburg          | francia        | Jean-Claude Pascal | Nous les amoureux            | Mi, a szerelmesek          | 1.       | 31       |
| 15 | Egyesült Királyság | angol          | The Allisons       | Are You Sure?                | Biztos vagy?               | 2.       | 24       |
| 16 | Olaszország        | olasz          | Betty Curtis       | Al di là                     | Azon túl                   | 5.       | 12       |

1.↑ a: A dal tartalmazott egy-egy kifejezést francia, illetve spanyol nyelven is.

## Ponttáblázat
|                    | Zsűrik        | Zsűrik | Zsűrik   | Zsűrik     | Zsűrik      | Zsűrik    | Zsűrik     | Zsűrik      | Zsűrik        | Zsűrik | Zsűrik  | Zsűrik   | Zsűrik | Zsűrik    | Zsűrik             | Zsűrik      | Zsűrik |
| Össz               | Spanyolország | Monaco | Ausztria | Finnország | Jugoszlávia | Hollandia | Svédország | Németország | Franciaország | Svájc  | Belgium | Norvégia | Dánia  | Luxemburg | Egyesült Királyság | Olaszország |        |
| ------------------ | ------------- | ------ | -------- | ---------- | ----------- | --------- | ---------- | ----------- | ------------- | ------ | ------- | -------- | ------ | --------- | ------------------ | ----------- | ------ |
| Spanyolország      | 8             |        | 1        |            |             |           | 1          | 1           |               | 2      |         |          | 2      |           |                    | 1           |        |
| Monaco             | 6             | 1      |          |            | 3           |           |            |             |               |        | 1       |          |        |           |                    | 1           |        |
| Ausztria           | 1             |        |          |            |             |           |            |             |               |        |         |          |        |           |                    | 1           |        |
| Finnország         | 6             |        |          |            |             |           |            |             |               | 1      |         |          |        | 1         |                    | 2           | 2      |
| Jugoszlávia        | 9             |        |          | 3          |             |           | 1          |             |               | 2      | 1       |          |        | 1         |                    | 1           |        |
| Hollandia          | 6             |        |          |            |             | 2         |            |             | 1             | 1      |         |          |        |           |                    |             | 2      |
| Svédország         | 2             |        |          |            |             |           |            |             |               | 2      |         |          |        |           |                    |             |        |
| Németország        | 3             |        |          | 1          |             |           |            | 1           |               |        |         |          |        | 1         |                    |             |        |
| Franciaország      | 13            | 2      | 2        |            | 1           |           |            | 1           | 4             |        |         |          |        |           | 1                  | 2           |        |
| Svájc              | 16            | 1      | 2        | 2          |             | 1         | 2          | 4           |               |        |         |          |        |           |                    | 2           | 2      |
| Belgium            | 1             |        |          |            |             |           |            |             |               |        |         |          |        |           | 1                  |             |        |
| Norvégia           | 10            | 1      |          |            | 2           | 1         |            |             |               |        |         | 5        |        | 1         |                    |             |        |
| Dánia              | 12            |        |          |            | 1           |           | 1          | 2           |               |        |         |          | 8      |           |                    |             |        |
| Luxemburg          | 31            | 2      | 4        | 4          | 3           | 5         | 1          | 1           | 5             | 1      | 1       |          |        | 1         |                    |             | 3      |
| Egyesült Királyság | 24            | 3      |          |            |             |           | 3          |             |               |        | 7       | 1        |        | 1         | 8                  |             | 1      |
| Olaszország        | 12            |        | 1        |            |             | 1         | 1          |             |               | 1      |         | 4        |        | 4         |                    |             |        |

A szavazás a fellépési sorrenddel ellentétesen történt.

## Térkép

Részt vevő országok

## Visszatérő előadók
| Előadó          | Ország   | Előző év(ek) |
| --------------- | -------- | ------------ |
| Bob Benny       | Belgium  | 1959         |
| Nora Brockstedt | Norvégia | 1960         |

## A szavazás és a nemzetközi közvetítések

### Pontbejelentők
| 1. Olaszország – Enzo Tortora 2. Egyesült Királyság – Michael Aspel 3. Luxemburg – ismeretlen 4. Dánia – Claus Toksvig 5. Norvégia – Mette Janson 6. Belgium – ismeretlen 7. Svájc – Boris Acquadro 8. Franciaország – ismeretlen | 1. Németország – ismeretlen 2. Svédország – Roland Eiworth 3. Hollandia – Siebe van der Zee 4. Jugoszlávia – ismeretlen 5. Finnország – Poppe Berg 6. Ausztria – ismeretlen 7. Monaco – ismeretlen 8. Spanyolország – Diego Ramírez Pastor |

### Kommentátorok
| Ausztria           | Wolf Mittler                | ORF                            |
| Belgium            | Robert Beauvais (franciául) | RTB                            |
| Belgium            | Nic Bal (hollandul)         | BRT                            |
| Dánia              | Sejr Volmer-Sørensen        | DR TV                          |
| Egyesült Királyság | Tom Sloan (televízió)       | BBC TV                         |
| Egyesült Királyság | Pete Murray (rádió)         | BBC Light Programme            |
| Finnország         | Aarno Walli                 | Suomen Televisio               |
| Franciaország      | Robert Beauvais             | RTF                            |
| Hollandia          | Piet te Nuyl                | NTS                            |
| Jugoszlávia        | Ljubomir Vukadinović        | Televizija Beograd             |
| Jugoszlávia        | Gordana Bonetti             | Televizija Zagreb              |
| Jugoszlávia        | Tomaž Terček                | Televizija Ljubljana           |
| Luxemburg          | Robert Beauvais             | Télé-Luxembourg                |
| Monaco             | Robert Beauvais             | Télé Monte-Carlo               |
| Németország        | Wolf Mittler                | Deutsches Fernsehen            |
| Norvégia           | Leif Rustad                 | NRK, NRK P1                    |
| Olaszország        | Corrado Mantoni             | Programma Nazionale            |
| Spanyolország      | Federico Gallo              | TVE                            |
| Svájc              | Theodor Haller (németül)    | TV DRS                         |
| Svájc              | Robert Beauvais (franciául) | TSR                            |
| Svédország         | Jan Gabrielsson             | Sveriges TV, Sveriges Radio P1 |